# Grand Boucan
 (juin 2008).
Le Grand Boucan est un carnaval créé en 1997 qui a lieu chaque année sur l'île de La Réunion. Organisé pendant l'hiver austral, il consiste en un défilé de chars colorés dans la rue principale de Saint-Gilles les Bains, une station balnéaire de la Côte-sous-le-vent située sur le territoire de la commune de Saint-Paul. Il s'arrête en début de soirée par l'incendie volontaire sur la plage des Roches Noires du personnage appelé roi Dodo, géant processionnaire qui fait partie du cortège et est censé en être le roi.
En 2009, l'édition a réuni entre 10 000 et 15 000 personnes. En 2022, ce sont 40 000 personnes qui y assistent.